# غار اشکفت گر
غار اشکفت گر مربوط به عصر مس - عصر آهن - دوره سلجوقیان است و در شهرستان دره‌شهر، بخش مرکزی، ۱/۶ کیلومتری دهستان ارمو واقع شده و این اثر در تاریخ ۳۰ بهمن ۱۳۸۶ با شمارهٔ ثبت ۲۰۹۹۸ به‌عنوان یکی از آثار ملی ایران به ثبت رسیده است.